# Fons de Música Tradicional de la Institució Milà i Fontanals
El Fons de Música Tradicional de la Institució Milà i Fontanals de Barcelona és una col·lecció de patrimoni musical que conté més de 20.000 melodies en paper recollides per tot Espanya entre 1944 i 1960, la majoria de les quals es va recopilar a través de les 65 "Missions folklòriques" i 62 quaderns presentats a concursos organitzats per l'antic Institut Espanyol de Musicologia del Consell Superior d'Investigacions Científiques (CSIC), en els quals van participar 47 recopiladors. Actualment es conserva a la Institució Milà i Fontanals del CSIC a Barcelona.

## Origen
Des de fa més d'un segle, el Consell Superior d'Investigacions Científiques (CSIC) ha estat compromès amb la investigació musicològica. En el cas de la música tradicional, Eduardo Martínez Torner començà a col·laborar cap a 1910 amb el filòleg Ramón Menéndez Pidal en la recopilació de les melodies de romanços populars existents a tot Espanya. La informació recollida ha estat de gran valor per a l'estudi de l'evolució d'aquestes músiques.
El Fons de Música Tradicional té el seu origen, principalment, en les missions folklòriques organitzades per l'Instituto Español de Musicología. Aquest institut va organitzar campanyes de recol·lecció de materials de música i dansa tradicionals encarregant a diversos investigadors aquest projecte que es va desenvolupar en la major part de les regions espanyoles. La metodologia aplicada era similar a l'experimentada en els anys vint del segle xx en l'Obra del Cançoner Popular de Catalunya. Els investigadors (o "missioners") es guiaven en unes normes de 1944, basades al seu torn en normes emprades anteriorment a Catalunya i al Regne Unit.
Així, entre 1944 i 1960 es van recollir en paper més de 20.000 melodies de cançons i danses tradicionals, a través de les 65 Missions folklòriques desenvolupades per tota la geografia espanyola i de 62 treballs presentats a "Concursos" organitzats per la Secció de Folklore de l'Institut Espanyol de Musicologia, i també es van realitzar, en algun cas, gravacions de peces en cilindres de cera. Els encarregats de dur a terme cada missió havien d'omplir fitxes amb dades sobre els informants de cada localitat. A Barcelona, els col·laboradors de l'Institut classificaven i ordenaven les melodies rebudes, realitzar de forma manuscrita milers de fitxes analítiques. Tots aquests materials es conserven avui al Fons de Música Tradicional de la Institució Milà i Fontanals (IMF) del CSIC a Barcelona.
La sistematització i anàlisi d'aquest treball va ser d'una gran complexitat. Això, ho demostra els anys transcorreguts entre els treballs de camp i la publicació dels materials. Les peces recollides a Madrid, Càceres i la Rioja en els anys 40 i 50 del segle xx van ser publicades en els cinc volums de la col·lecció Cançoner Popular Espanyol apareguts entre 1951 i 1987.

## Objectius i característiques
La intenció i l'interès, científic i social, d'aquest fons, radica en el fet de posar a l'abast dels investigadors i del públic en general aquesta excepcional documentació de la memòria musical, la qual pot propiciar estudis especialitzats, alhora que facilita l'accés a una part de la nostra memòria musical històrica. Aquest ha estat l'objectiu del catàleg i del portal web: Fons de Música Tradicional CSIC-IMF, el qual des de febrer de 2013 es pot consultar en accés obert. Aquest, no és un projecte tancat. Amb els treballs científics de catalogació, descripció i digitalització del Fons, es van incorporant periòdicament nous materials al web.
Tota la informació recopilada està integrada en una base de dades, especialment dissenyada per al projecte, la qual permet efectuar múltiples recerques del repertori (per íncipits musicals, localitats, informants, gèneres, bibliografia relacionada, etc). A data de 30 de setembre de 2014 es podia accedir, a través del web del Fons, als facsímils i descripcions de 8.000 peces, a fitxes de 4.623 informants transmissors i a referències de 3.729 localitats esmentades de totes les regions espanyoles.
L'objectiu actual del Fons de Música Tradicional CSIC-IMF és completar la catalogació, descripció i digitalització nombroses peces encara inèdites, i afegir altres documents relacionats. El projecte té múltiples possibilitats educatives i de transferència de recerca, permetent explorar possibles connexions amb altres fons de música tradicional relacionats, a Espanya i a altres països.

## Responsabilitats i projectes similars
L'equip responsable d'aquest projecte està format per Emilio Ros-Fábregas, Ascensión Mazuela-Anguita, María Gembero Ustárroz i Jan Koláček. Altres iniciatives amb característiques i projectes relacionats són la coneguda Fundació Joaquín Díaz, a Urueña (Valladolid) o el Romancero Pan-Hispànico de la Universitat de Washington.